# Бахтин, Вячеслав Андреевич
Вячеслав Андреевич Бахтин (род. 9 сентября 1950, Ожиганово, Кировская область) — советский и российский врач, хирург, доктор медицинских наук, профессор, Заслуженный врач Российской Федерации, заведующий кафедрой госпитальной хирургии с курсом оториноларингологии Кировской государственной медицинской академии, Почётный гражданин Кировской области, лауреат Национальной премии «Призвание» лучшим врачам России за 2001 год. Хирург высшей категории КОГБУЗ «Кировская областная клиническая больница».

## Биография
Родился 9 июля 1950 года в селе Ожиганово Санчурского района Кировской области в семье рабочего.
В 1973 году окончил Пермский государственный медицинский институт по специальности «Лечебное дело», получив квалификацию «Врач».
В 1974 году окончил интернатуру по специальности «Хирургия».
С 1974 по 1977 год работал хирургом в КОГБУЗ «Малмыжская центральная районная больница» (г. Малмыж Малмыжского района Кировской области)
С 1977 по 1978 — врач-хирург Городской больницы № 3 г. Кирова.
С 1978 года — абдоминальный хирург КОГБУЗ «Кировская областная клиническая больница».
В 1982 году была присвоена высшая квалификационная категория врача-хирурга.
В 1989 году защитил кандидатскую диссертацию. Присвоена учёная степень «Кандидат медицинских наук».
С 1990 года — ассистент кафедры хирургии Кировского филиала Пермского государственного медицинского института. В 1992 году переведён на должность доцента той же кафедры.
В 1994 году Кировский филиал Пермского государственного медицинского института переименован в Кировский государственный медицинский институт.
В 1995 году присвоено учёное звание «доцент».
В 1999 году Кировский государственный медицинский институт переименован в Кировскую государственную медицинскую академию (ныне — ФГБОУ ВО Кировский государственный медицинский университет Минздрава России).
В 1999 году награждён нагрудным знаком «Отличник здравоохранения».
В 2001 году защитил докторскую диссертацию на тему: «Хирургическое лечение больных с очаговыми поражениями печени и гилюсными опухолями, осложнёнными механической желтухой». Присвоена учёная степень «Доктор медицинских наук».
В 2001 году стал лауреатом Национальной премии лучшим врачам России «Призвание» в номинации «За проведение уникальной операции, спасшей жизнь человека» — за проведение уникальной операции при сквозном ранении сердца.
В 2002 году избран на должность профессора кафедры госпитальной хирургии с курсом оториноларингологии Кировской государственной медицинской академии.
В 2003 году назначен на должность заведующего кафедрой госпитальной хирургии.
В 2004 году избран на должность заведующего кафедрой по конкурсу.
С 2005 года — Председатель Кировского регионального отделения Российского общества хирургов им. В. С. Савельева.
В 2006 году ему присвоено звание Заслуженного врача Российской Федерации.
В 2012 году присвоено учёное звание «профессор».
С 2013 года возглавляет Кировское региональное научно-практическое общество хирургов.
В 2015 году награждён медалью «За заслуги перед отечественным здравоохранением» Министерства здравоохранения Российской Федерации.
В 2016 году Вятской торгово-промышленной палатой В. А. Бахтину присвоено почётное звание «Лучший по профессии».
В 2016 году присвоено звание «Почётный гражданин Кировской области».

## Научные достижения и публикации
Ежедневно выполняет 2-3 высокотехнологичных сложных операции, проводит консультативный прием до 10 сложных больных города Кирова, Кировской области и других регионов страны. Проводит более 400 операций в год.
Автор 206 научных трудов и 18 учебных пособий.
- Хирургическое лечение механической желтухи: Учебное пособие для студентов медицинских вузов (в 2-х частях) / сост. В. А. Бахтин, В. А. Янченко, С. М. Аракелян. — Киров: Кировская гос. мед. академия, 2009. — 108 с.[13]